# Az Amerikai Egyesült Államok az 1960. évi téli olimpiai játékokon
Az Amerikai Egyesült Államok a Squaw Valleyben megrendezett 1960. évi téli olimpiai játékok házigazda nemzeteként vett részt a versenyeken. Az országot az olimpián 8 sportágban 79 sportoló képviselte, akik összesen 10 érmet szereztek.

## Érmesek
| Érem  | Versenyző | Sportág        | Versenyszám          |
| ----- | --- | -------------- | -------------------- |
| Arany | Nemzeti válogatott John Mayasich John Kirrane Paul Johnson Weldon Olson Eugene Grazia Richard Rodenheiser Edwyn Owen Rodney Paavola Richard Meredith Bill Christian Tommy Williams Roger Christian Robert McVey Lawrence Palmer Bill Cleary Bob Cleary | Jégkorong      | Férfi                |
| Arany | David Jenkins | Műkorcsolya    | Férfi egyéni         |
| Arany | Carol Heiss | Műkorcsolya    | Női egyéni           |
| Ezüst | Penny Pitou | Alpesisí       | Női lesiklás         |
| Ezüst | Betsy Snite | Alpesisí       | Női műlesiklás       |
| Ezüst | Penny Pitou | Alpesisí       | Női óriás-műlesiklás |
| Ezüst | Bill Disney | Gyorskorcsolya | Férfi 500 m          |
| Bronz | Jeanne Ashworth | Gyorskorcsolya | Női 500 m            |
| Bronz | Barbara Roles | Műkorcsolya    | Női egyéni           |
| Bronz | Nancy Ludington Ronald Ludington | Műkorcsolya    | Páros                |

## Alpesisí
Férfi
| Versenyző       | Versenyszám      | 1. futam       | 1. futam       | 2. futam      | 2. futam      | Összesítés | Összesítés |
| Versenyző       | Versenyszám      | Idő            | Hely.          | Idő           | Hely.         | Idő        | Helyezés   |
| --------------- | ---------------- | -------------- | -------------- | ------------- | ------------- | ---------- | ---------- |
| Jim Barrier     | Műlesiklás       | idő nem ismert | idő nem ismert | nem ért célba | nem ért célba | kiesett    | kiesett    |
| Jim Barrier     | Óriás-műlesiklás |                |                |               |               | 1:52,7     | 16.        |
| Frank Brown     | Műlesiklás       | 1:58,2         | 52.            | 1:03,1        | 12.           | 3:01,3     | 37.        |
| Tom Corcoran    | Műlesiklás       | 1:12,5         | 13.            | 1:02,2        | 9.            | 2:14,7     | 9.         |
| Tom Corcoran    | Óriás-műlesiklás |                |                |               |               | 1:49,7     | 4.         |
| Gordi Eaton     | Lesiklás         |                |                |               |               | 2:14,0     | 17.        |
| Chuck Ferries   | Műlesiklás       | 1:16,1         | 16.*           | kizárták      | kizárták      | kiesett    | kiesett    |
| Dave Gorsuch    | Lesiklás         |                |                |               |               | 2:11,0     | 14.        |
| Dave Gorsuch    | Óriás-műlesiklás |                |                |               |               | 1:52,3     | 14.        |
| Max Marolt      | Lesiklás         |                |                |               |               | 2:14,2     | 18.        |
| Max Marolt      | Óriás-műlesiklás |                |                |               |               | 1:54,9     | 21.        |
| Marvin Melville | Lesiklás         |                |                |               |               | 2:15,9     | 22.*       |

Női
| Versenyző         | Versenyszám      | 1. futam | 1. futam | 2. futam | 2. futam | Összesítés | Összesítés |
| Versenyző         | Versenyszám      | Idő      | Hely.    | Idő      | Hely.    | Idő        | Helyezés   |
| ----------------- | ---------------- | -------- | -------- | -------- | -------- | ---------- | ---------- |
| Beverley Anderson | Műlesiklás       | 1:13,1   | 38.*     | 1:00,0   | 14.*     | 2:13,1     | 26.        |
| Beverley Anderson | Óriás-műlesiklás |          |          |          |          | 1:57,4     | 36.        |
| Renie Cox         | Műlesiklás       | 59,4     | 18.      | 59,8     | 10.*     | 1:59,2     | 9.         |
| Joan Hannah       | Lesiklás         |          |          |          |          | 1:47,9     | 21.        |
| Linda Meyers      | Lesiklás         |          |          |          |          | 1:53,4     | 33.        |
| Linda Meyers      | Óriás-műlesiklás |          |          |          |          | kizárták   | kizárták   |
| Penny Pitou       | Lesiklás         |          |          |          |          | 1:38,6     |            |
| Penny Pitou       | Műlesiklás       | 58,5     | 9.*      | 1:21,3   | 34.      | 2:19,8     | 33.        |
| Penny Pitou       | Óriás-műlesiklás |          |          |          |          | 1:40,0     |            |
| Betsy Snite       | Lesiklás         |          |          |          |          | kizárták   | kizárták   |
| Betsy Snite       | Műlesiklás       | 57,4     | 4.**     | 55,5     | 1.       | 1:52,9     |            |
| Betsy Snite       | Óriás-műlesiklás |          |          |          |          | 1:40,4     | 4.         |

* - egy másik versenyzővel azonos eredményt ért el

** - két másik versenyzővel azonos eredményt ért el

## Biatlon
| Versenyző     | Lövőhiba | Időeredmény | Helyezés |
| ------------- | -------- | ----------- | -------- |
| John Burritt  | 5        | 1:46:36,8   | 14.      |
| Larry Damon   | 13       | 1:59:38,2   | 24.      |
| Gustav Hanson | 9        | 1:58:06,2   | 23.      |
| Dick Mize     | 11       | 1:55:56,2   | 21.      |

## Északi összetett
| Versenyző              | Síugrás  | Síugrás  | Síugrás  | Síugrás  | Síugrás  | Síugrás  | Síugrás | Síugrás | Sífutás   | Sífutás | Sífutás | Összesítés | Összesítés |
| Versenyző              | 1. ugrás | 1. ugrás | 2. ugrás | 2. ugrás | 3. ugrás | 3. ugrás | Össz.   | Össz.   | Sífutás   | Sífutás | Sífutás | Összesítés | Összesítés |
| Versenyző              | Távolság | Pont     | Távolság | Pont     | Távolság | Pont     | Pont    | Hely.   | Idő       | Pont    | Hely.   | Pont       | Helyezés   |
| ---------------------- | -------- | -------- | -------- | -------- | -------- | -------- | ------- | ------- | --------- | ------- | ------- | ---------- | ---------- |
| John Cress             | 53,5     | (90,0)   | 58,0     | 92,0     | 62,0     | 99,5     | 191,5   | 27.     | 1:12:59,7 | 183,806 | 31.     | 375,306    | 29.        |
| Theodore Farwell, Jr.  | 45,0     | (76,5)   | 55,5     | 86,5     | 55,0     | 86,0     | 172,5   | 30.     | 1:05:09,4 | 214,194 | 21.     | 386,694    | 27.        |
| Craig Lussi            | 52,5     | 83,5     | 48,0     | (75,0)   | 51,5     | 75,0     | 158,5   | 31.     | 1:07:55,7 | 203,419 | 28.     | 361,919    | 30.        |
| Alfred Vincelette, Jr. | 58,0     | 99,0     | 56,5     | 91,5     | 55,5     | (89,5)   | 190,5   | 28.     | 1:07:35,4 | 204,774 | 26.     | 395,274    | 26.        |

* - egy másik versenyzővel azonos eredményt ért el

## Gyorskorcsolya
Férfi
| Versenyző          | Versenyszám | Eredmény      | Helyezés      |
| ------------------ | ----------- | ------------- | ------------- |
| Floyd Bedbury      | 1500 m      | 2:18,9        | 22.           |
| Floyd Bedbury      | 5000 m      | 8:39,6        | 30.           |
| Bill Carow         | 500 m       | nem ért célba | nem ért célba |
| Bill Disney        | 500 m       | 40,3          |               |
| Dick Hunt          | 1500 m      | 2:17,7        | 17.           |
| Dick Hunt          | 5000 m      | 8:21,3        | 17.           |
| Terry McDermott    | 500 m       | 40,9          | 7.*           |
| Keith Meyer        | 1500 m      | 2:21,7        | 29.*          |
| Eddie Rudolph, Jr. | 500 m       | 41,2          | 10.**         |
| Eddie Rudolph, Jr. | 1500 m      | 2:23,1        | 35.           |
| Arnold Uhrlass     | 5000 m      | 8:18,0        | 14.           |
| Arnold Uhrlass     | 10 000 m    | 16:49,3       | 15.           |
| Ross Zucco         | 10 000 m    | 16:37,6       | 10.           |

Női
| Versenyző           | Versenyszám | Eredmény | Helyezés |
| ------------------- | ----------- | -------- | -------- |
| Jeanne Ashworth     | 500 m       | 46,1     |          |
| Jeanne Ashworth     | 1000 m      | 1:36,5   | 8.       |
| Jeanne Ashworth     | 1500 m      | 2:33,7   | 11.      |
| Jeanne Ashworth     | 3000 m      | 5:28,5   | 8.       |
| Beverly Buhr        | 3000 m      | 6:03,1   | 19.      |
| Cornelia Harrington | 3000 m      | 5:57,5   | 18.      |
| Barb Lockhart       | 1500 m      | 2:37,0   | 18.      |
| Kathy Mulholland    | 500 m       | 47,9     | 10.      |
| Jeanne Omelenchuk   | 500 m       | 49,3     | 16.      |
| Jeanne Omelenchuk   | 1000 m      | 1:39,8   | 15.      |
| Jeanne Omelenchuk   | 1500 m      | 2:36,4   | 15.      |

## Jégkorong
| Amerikai férfi jégkorongcsapat-játékoskeret                                                  | Amerikai férfi jégkorongcsapat-játékoskeret                                     | Amerikai férfi jégkorongcsapat-játékoskeret                                            |
| -------------------------------------------------------------------------------------------- | ------------------------------------------------------------------------------- | -------------------------------------------------------------------------------------- |
| - Bill Christian - Roger Christian - Bill Cleary - Bob Cleary - Eugene Grazia - Paul Johnson | - John Kirrane - John Mayasich - Robert McVey - Richard Meredith - Weldon Olson | - Edwyn Owen - Rodney Paavola - Lawrence Palmer - Richard Rodenheiser - Tommy Williams |

### Eredmények
Csoportkör
C csoport
| Csapat           | M | Gy | D | V | G+ | G– | Gk  | P |
| ---------------- | - | -- | - | - | -- | -- | --- | - |
| Egyesült Államok | 2 | 2  | 0 | 0 | 19 | 6  | +13 | 4 |
| Csehszlovákia    | 2 | 1  | 0 | 1 | 23 | 8  | +15 | 2 |
| Ausztrália       | 2 | 0  | 0 | 2 | 2  | 30 | –28 | 0 |

| 1960. február 19. | Egyesült Államok (USA) | 7 – 5 (2–1, 1–3, 4–1) | Csehszlovákia | Squaw Valley |

|  |  |  |  |  |
|  |  |  |  |  |
|  |  |  |  |  |
|  |  |  |  |  |

| 1960. február 21. | Egyesült Államok (USA) | 12 – 1 (6–0, 3–0, 3–1) | Ausztrália | Squaw Valley |

|  |  |  |  |  |
|  |  |  |  |  |
|  |  |  |  |  |
|  |  |  |  |  |

Döntő csoportkör
| 1960. február 22. | Egyesült Államok (USA) | 6 – 3 (4–0, 1–2, 1–1) | Svédország | Squaw Valley |

|  |  |  |  |  |
|  |  |  |  |  |
|  |  |  |  |  |
|  |  |  |  |  |

| 1960. február 24. | Egyesült Államok (USA) | 9 – 1 (2–0, 3–1, 3–0) | Egyesült Német Csapat | Squaw Valley |

|  |  |  |  |  |
|  |  |  |  |  |
|  |  |  |  |  |
|  |  |  |  |  |

| 1960. február 25. | Egyesült Államok (USA) | 2 – 1 (1–0, 1–0, 0–1) | Kanada | Squaw Valley |

|  |  |  |  |  |
|  |  |  |  |  |
|  |  |  |  |  |
|  |  |  |  |  |

| 1960. február 27. | Egyesült Államok (USA) | 3 – 2 (1–2, 1–0, 1–0) | Szovjetunió | Squaw Valley |

|  |  |  |  |  |
|  |  |  |  |  |
|  |  |  |  |  |
|  |  |  |  |  |

| 1960. február 28. | Egyesült Államok (USA) | 9 – 4 (3–3, 0–1, 6–0) | Csehszlovákia | Squaw Valley |

|  |  |  |  |  |
|  |  |  |  |  |
|  |  |  |  |  |
|  |  |  |  |  |

Végeredmény
| Csapat                | M | Gy | D | V | G+ | G– | Gk  | P  |
| --------------------- | - | -- | - | - | -- | -- | --- | -- |
| Egyesült Államok      | 5 | 5  | 0 | 0 | 29 | 11 | +18 | 10 |
| Kanada                | 5 | 4  | 0 | 1 | 31 | 12 | +19 | 8  |
| Szovjetunió           | 5 | 2  | 1 | 2 | 24 | 19 | +5  | 5  |
| Csehszlovákia         | 5 | 2  | 0 | 3 | 21 | 23 | –2  | 4  |
| Svédország            | 5 | 1  | 1 | 3 | 19 | 19 | 0   | 3  |
| Egyesült Német Csapat | 5 | 0  | 0 | 5 | 5  | 45 | –40 | 0  |

| Csapat           | Helyezés |
| ---------------- | -------- |
| Egyesült Államok |          |

## Műkorcsolya
| Versenyző                        | Versenyszám  | Kötelező elemek   | Kötelező elemek | Kűr               | Kűr   | Összesítés                     | Összesítés                     | Összesítés                     | Összesítés                     | Összesítés                     | Összesítés                     | Összesítés                     | Összesítés                     | Összesítés                     | Összesítés        | Összesítés        | Összesítés  | Összesítés | Összesítés |
| Versenyző                        | Versenyszám  | Kötelező elemek   | Kötelező elemek | Kűr               | Kűr   | Helyezési pontszámok bírónként | Helyezési pontszámok bírónként | Helyezési pontszámok bírónként | Helyezési pontszámok bírónként | Helyezési pontszámok bírónként | Helyezési pontszámok bírónként | Helyezési pontszámok bírónként | Helyezési pontszámok bírónként | Helyezési pontszámok bírónként | Több. hely. száma | Több. hely. össz. | Hely. össz. | Pont       | Helyezés   |
| Versenyző                        | Versenyszám  | Több. hely. száma | Hely.           | Több. hely. száma | Hely. | 1                              | 2                              | 3                              | 4                              | 5                              | 6                              | 7                              | 8                              | 9                              | Több. hely. száma | Több. hely. össz. | Hely. össz. | Pont       | Helyezés   |
| -------------------------------- | ------------ | ----------------- | --------------- | ----------------- | ----- | ------------------------------ | ------------------------------ | ------------------------------ | ------------------------------ | ------------------------------ | ------------------------------ | ------------------------------ | ------------------------------ | ------------------------------ | ----------------- | ----------------- | ----------- | ---------- | ---------- |
| David Jenkins                    | Férfi egyéni | 6×2+              | 2.              | 9×1+              | 1.    | 1,0                            | 1,0                            | 1,0                            | 1,0                            | 1,0                            | 2,0                            | 1,0                            | 1,0                            | 1,0                            | 8×1+              | 8,0               | 10,0        | 1440,2     |            |
| Tim Brown                        | Férfi egyéni | 7×5+              | 5.              | 7×5+              | 4.    | 4,0                            | 5,0                            | 5,0                            | 6,0                            | 5,0                            | 5,0                            | 3,0                            | 6,0                            | 4,0                            | 7×5+              | 31,0              | 43,0        | 1374,1     | 5.         |
| Robert Brewer                    | Férfi egyéni | 5×7+              | 7.              | 8×8+              | 8.    | 7,0                            | 8,0                            | 8,0                            | 8,0                            | 7,0                            | 7,0                            | 6,0                            | 9,0                            | 6,0                            | 5×7+              | 33,0              | 66,0        | 1320,3     | 7.         |
| Carol Heiss                      | Női egyéni   | 9×1+              | 1.              | 8×1+              | 1.    | 1,0                            | 1,0                            | 1,0                            | 1,0                            | 1,0                            | 1,0                            | 1,0                            | 1,0                            | 1,0                            | 9×1+              | 9,0               | 9,0         | 1490,1     |            |
| Barbara Roles                    | Női egyéni   | 6×3+              | 3.              | 6×2+              | 2.    | 3,0                            | 4,0                            | 3,0                            | 3,0                            | 3,0                            | 3,0                            | 2,0                            | 3,0                            | 2,0                            | 8×3+              | 22,0              | 26,0        | 1414,9     |            |
| Laurie Owen                      | Női egyéni   | 8×7+              | 6.              | 7×8+              | 6.    | 6,0                            | 3,0                            | 6,0                            | 13,0                           | 7,0                            | 5,0                            | 4,0                            | 9,0                            | 4,0                            | 6×6+              | 28,0              | 57,0        | 1343,0     | 6.         |
| Nancy Ludington Ronald Ludington | Páros        |                   |                 |                   |       | 3,0                            | 3,0                            | 2,0                            | 6,0                            | 6,5                            | 4,0                            | 3,0                            |                                |                                | 4×3+              | 11,0              | 27,5        | 76,2       |            |
| Maribel Owen Dudley Richards     | Páros        |                   |                 |                   |       | 8,0                            | 10,0                           | 11,0                           | 12,0                           | 9,0                            | 10,0                           | 9,0                            |                                |                                | 5×10+             | 46,0              | 69,0        | 67,5       | 10.        |
| Ila Ray Hadley Ray Hadley        | Páros        |                   |                 |                   |       | 12,0                           | 13,0                           | 12,0                           | 9,0                            | 10,0                           | 11,0                           | 11,0                           |                                |                                | 4×11+             | 41,0              | 78,0        | 65,7       | 11.        |

## Sífutás
Férfi
| Versenyző                                             | Versenyszám     | Eredmény      | Helyezés      |
| ----------------------------------------------------- | --------------- | ------------- | ------------- |
| Charlie Akers                                         | 15 km           | 1:02:35,7     | 50.           |
| Theodore Farwell, Jr.                                 | 50 km           | 3:49:56,6     | 31.           |
| Olavi Hirvonen                                        | 15 km           | 1:00:38,6     | 48.           |
| Olavi Hirvonen                                        | 50 km           | 3:36:37,8     | 26.           |
| Sven Johanson                                         | 30 km           | nem ért célba | nem ért célba |
| Peter Lahdenpera                                      | 15 km           | 59:13,0       | 46.           |
| Leo Massa                                             | 30 km           | 2:16:47,0     | 42.           |
| Leo Massa                                             | 50 km           | 3:41:08,2     | 29.           |
| Mack Miller                                           | 15 km           | 54:49,0       | 22.           |
| Mack Miller                                           | 30 km           | 2:03:05,4     | 27.           |
| Mack Miller                                           | 50 km           | 3:17:23,2     | 17.           |
| Joe Pete Wilson                                       | 30 km           | 2:22:16,2     | 43.           |
| Mack Miller Karl Bohlin John Dendahl Peter Lahdenpera | 4 × 10 km váltó | 2:38:01,8     | 11.           |

## Síugrás
| Versenyző          | 1. ugrás | 1. ugrás | 1. ugrás | 2. ugrás | 2. ugrás | 2. ugrás | Összesítés | Összesítés |
| Versenyző          | Távolság | Pont     | Hely.    | Távolság | Pont     | Hely.    | Pont       | Helyezés   |
| ------------------ | -------- | -------- | -------- | -------- | -------- | -------- | ---------- | ---------- |
| Jon St. Andre      | 81,5     | 92,5     | 34.      | 78,5     | 99,8     | 25.      | 192,3      | 28.        |
| Butch Wedin        | 79,0     | 93,5     | 32.      | 72,0     | 93,6     | 36.      | 187,1      | 32.        |
| Gene Kotlarek      | 84,0     | 96,5     | 27.      | 77,0     | 68,6~    | 44.      | 165,1      | 42.        |
| Ansten Samuelstuen | 90,0     | 107,8    | 5.       | 79,0     | 103,7    | 13.      | 211,5      | 7.         |

* - egy másik versenyzővel azonos eredményt ért el

~ - az ugrás során elesett